# Peggio Punx
I Peggio Punx, conosciuti anche come i Peggio, sono stati un gruppo musicale hardcore punk di Alessandria attivo fra il 1981 e il 1989. Nati come Peggio Punk, il gruppo si è contraddistinto per la musica spesso sperimentale e per i testi simpatizzanti per la corrente di estrema sinistra Autonomia Operaia. Assieme ad altri gruppi, quali Blue Vomit, Nerorgasmo, Negazione, Declino, Indigesti e altri, hanno costituito la base della scena hardcore punk piemontese dell'epoca. Nei primi anni ottanta furono molto attivi nella scena italiana e parteciparono a numerosi concerti al fianco di gruppi come Wretched, C.C.M., Raw Power. Molti loro dischi sono autoprodotti, nel pieno dello spirito DIY dei gruppi punk più dichiaratamente "impegnati".

## Storia del gruppo

### Peggio Punx: primi anni
I Peggio Punx si formano a Alessandria nel 1981. I membri originari furono Mauro Carosio, Marco Laguzzi, Paolo Chilin e Federico Massarino. Nel 1982, con questa formazione realizzano il loro primo nastro.
Nel 1982 pubblicano il loro primo EP su 7" sotto la propria sigla Peggio Records, dal titolo Disastro sonoro E.P., che ottiene fra le varie recensioni anche quella della fanzine di San Francisco a distribuzione internazionale Maximumrocknroll, che ne sottolinea la mancanza di distorsione e la pulizia delle chitarre e il mixaggio esagerato nella parte di batteria che rendono nel complesso il suono "inusuale ma proficuo". Dello stesso anno è anche La città è quieta... ...ombre parlano
Nel 1985 pubblicano il 12" Ci stanno uccidendo al suono della nostra musica!! E.P..
Nel 1984 vengono poi invitati dalla statunitense R Radical Records di Dave Dictor dei MDC a partecipare al doppio album compilazione International P.E.A.C.E. Benefit Compilation, che vedeva fra gli altri band come Crass, D.O.A., Dirty Rotten Imbeciles, Septic Death, Conflict, Reagan Youth, White Lies, Subhumans, Dead Kennedys, Butthole Surfers, ma anche altri gruppi della scena italiana come Negazione, Declino, Wretched, Contrazione, Impact, Cheetah Chrome Motherfuckers e RAF Punk. La compilation uscì in collaborazione con Maximumrocknroll, che mensilmente teneva una rubrica sulla scena hardcore punk italiana.
Nel 1986 un'altra etichetta statunitense, la Bad Compilation Tapes & Records, li inserisce nella compilation su vinile We Can Do Whatever We Want - Best Of BCT #1
Di li a poco il gruppo si scioglie.
Durante questo periodo di pausa la Linea Diritta Tapes stampa una cassetta contenente brani live dal titolo Immagini Di Sogno Represse Dentro Di Noi - Live '83-'87.

### 1989: riunione
Nel 1989 il gruppo si riforma dando alla luce l'LP Cattivi Maestri, edito dalla TVOR On Vinyl.

### Peggio
Nel 1991,  esce il loro ultimo album dal titolo Alterazione della struttura (Wide Records). Il nome è stato cambiato in Peggio, inserendo Flavio Gemma ex Viridance al basso, cambiamento che rispecchia una virata verso sonorità decisamente meno hardcore. Alessandro Bolli nel suo Dizionario dei Nomi Rock, in merito al cambiamento di nome, cita un'intervista rilasciata dal chitarrista Marco Laguzzi in cui afferma "...ci sembrava assurdo continuare ad avere un'etichetta soprattutto in questo momento. Però abbiamo mantenuto il nome storico: siamo sempre stati conosciuti come Peggio. Non è un cambiamento tipo PdS (risate)".Nel 1992 la voce di Pisani viene sostituita da Guido Sassola alias Zazzo, ex cantante dei Negazione. Nel 1993 si chiude l'esperienza dei Peggio.

### Dopo il Peggio
Il 3 marzo del 2012, per festeggiare i 30 anni del loro primo EP "Disastro sonoro", si riuniscono con la formazione originale e suonano nella loro Alessandria presso il C.S. Laboratorio Sociale. La partecipazione del pubblico è talmente alta che ripetono il concerto 2 volte la sera stessa per accontentare i 1500 fan accorsi. Il concerto rimarrà immortalato in un CD e Dvd live dal titolo "1982-2012...sempre peggio", uscito a settembre 2012 sempre su marchio "Peggio Records".
Nel 2005 la SOA Records ristampò l'intera discografia in un doppio CD dal titolo Discography, riproposto su due stampe in vinile vendibili separatamente nel 2010 dai titoli "Vol I" e "Vol II".

## Curiosità
- Carlo Cannella (voce nei Dictatrista, Stige ed Affluente intitolò il suo libro La città è quieta... ...ombre parlano, riprendendo il titolo di uno degli album dei Peggio Punx. Il libro racconta gli anni passati fra concerti e registrazioni nella scena hardcore punk italiana.

## Formazione
- Mauro Carosio (prima formazione) - voce
- Alberto Pisani - voce
- Guido Sassola - voce (dal 1991)
- Marco Laguzzi - chitarra
- Paolo Chilin - basso
- Flavio Gemma - basso (dal 1990)
- Federico Massarino - batteria

## Discografia

### Come Peggio Punx

#### Demo
- 1981 - The Peggio Punx demotape (cassetta, autoproduzione)
- 1982 - Peggio Punx tape (cassetta, autoproduzione)

#### Album in studio
- 1989 - Cattivi maestri (12", TVOR On Vinyl)

#### Singoli ed EP
- 1982 - Disastro sonoro (7", Peggio Records)
- 1983 - La città è quieta... ...ombre parlano (7", Peggio Records)
- 1985 - Ci stanno uccidendo al suono della nostra musica (12", Peggio Records)

#### Raccolte
- 2002 - Discography (doppio CD, SOA Records)
- 2010 - Vol.I (LP, SOA Records)
- 2010 - Vol.II (LP, SOA Records)
- 2012 - 30 anni di rumori (2xCD - F.O.A.D. Records)

#### Live
- 2012 - 1982-2012...sempre peggio (CD, Peggio Records)

#### Video
- 2012 - 1982 - 2012 - Sempre Peggio... Il Video (DVD, Peggio Videos)

#### Compilation
- 1984 - International P.E.A.C.E. Benefit Compilation - con il brano Life Of Punishment (2xLP, R Radical Records)
- 1998 - Killed by Italian Skinhead (EP)

### Come Peggio

#### Album in studio
- 1992 - Alterazione della struttura (LP/CD, Wide Records)